# علم الاجتماع النسوي

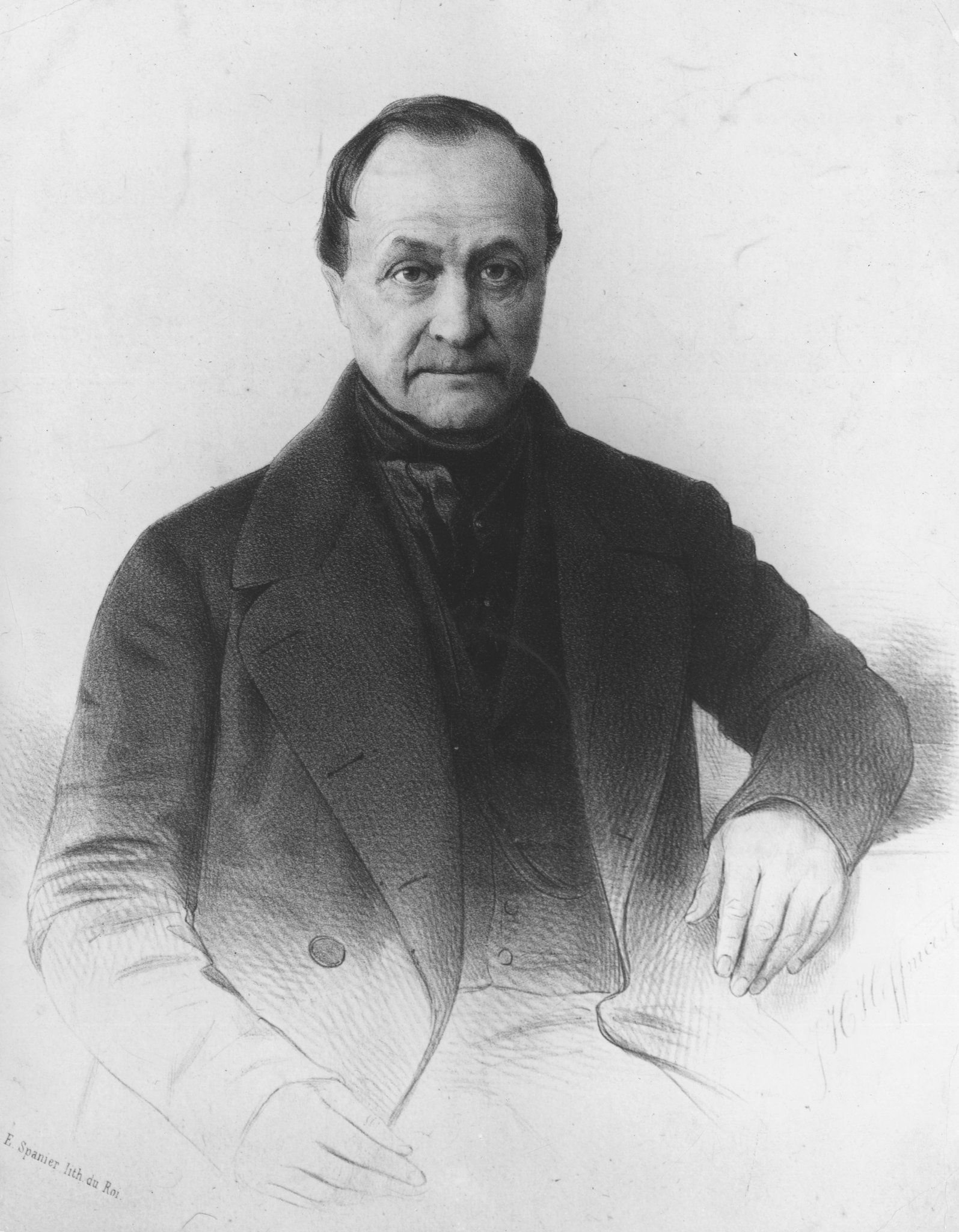
أوغست كونت فيلسوف وعالم اجتماع فرنسي

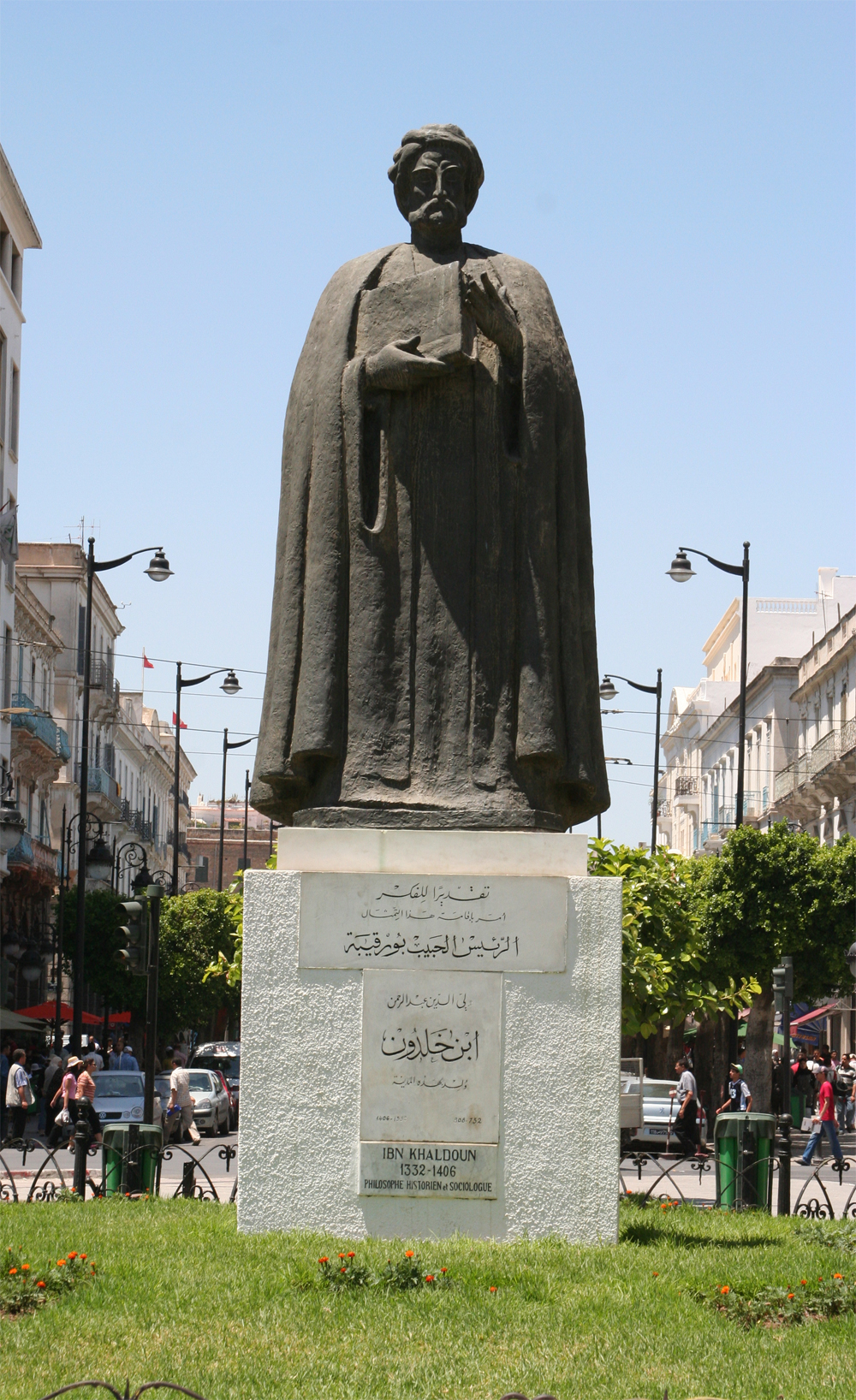
ابن خلدون

علم الاجتماع النسوي (بالإنجليزية: Feminist sociology)‏، هو استكشاف وبحث متداخل التخصصات للجنوسة والنفوذ في جميع أنحاء المجتمع. هنا، تستخدم نظرية الصراع والرؤى النظرية لملاحظة الجندر في علاقته بالسلطة، سواء على مستوى التفاعل المُباشر أو الانعكاسي داخل البنية الاجتماعية قاطبة. تشمل مجالات التركيز البحثي: التوجه الجنسي، والعرق، والتدرج الاجتماعي، والهوية.

## وصلات خارجية
- كتاب علم اجتماع المرأة: دراسة تحليلية عن دور المرأة في المجتمع المعاصر، الحسن، إحسان محمد.